# 지방도 제379호선
지방도 제379호선은 경기도 양주시 삼숭동 삼숭 교차로와 포천시 신북면 덕둔리 새청삼거리를 잇는 경기도의 지방도이다.

## 연혁
- 2005년 3월 28일 : 지방도 제379호선을 새로 지정[1]
- 2011년 3월 29일 : 양주시 율정동 1.23km 구간 임시 개통[2]
- 2011년 9월 1일 : 삼숭 ~ 회암간 도로(양주시 삼숭동) 420m 구간 개통[3]
- 2011년 9월 20일 : 양주시 율정동 460m 구간 개통[4]

## 주요 경유지
- 양주시
  - 삼숭 교차로 - 삼숭1 교차로 - 옥정 교차로 - 옥정삼거리 - 율정1 교차로 - 율정 교차로 - 회암 교차로 - 김삿갓교삼거리 - 회암삼거리 - 천보터널(약 510m)

- 동두천시
  - 천보터널(약 510m) - 탑동동 - 조산교 - 탑동초등학교 - 왕방리 - 예래원 - 비포장 구간 : 새목고개

- 포천시
  - 신북면 비포장 구간 : 새목고개 - 금동리 - 덕둔리 - 새청삼거리

## 중복 구간
- 양주시 율정동 회암 교차로 ~ 김삿갓교삼거리 : 국가지원지방도 제56호선과 중복
- 동두천시 광암동 조산교 ~ 왕방리 : 지방도 제364호선과 중복

## 도로명
- 양주시 삼숭동 삼숭 교차로 ~ 율정동 회암 교차로 : 율정로
- 양주시 율정동 김삿갓교삼거리 ~ 동두천시 광암동 조산교 : 천보산로
- 동두천시 광암동 조산교 ~ 왕방리 : 삼육사로
- 동두천시 탑동동 ~ 포천시 신북면 새청삼거리 : 탑신로